# 岩代浩一
岩代 浩一（いわしろ こういち、1930年8月23日- 2012年4月22日）は、熊本県出身の作曲家。父は教育者：岩代吉親、長男は作曲家、音楽プロデューサーの岩代太郎。

## 来歴
- 1930年8月23日、熊本県阿蘇に生まれる。幼少時、大阪に転居するも中学2年生から再び熊本県阿蘇に転居[1]。中学校へは初め自宅から汽車通学していたが、その後熊本に下宿するようになる。素行不良から停学、謹慎、退校などの処分を受けてたびたび登校禁止となり、そうしてできた閑を持て余して、NHK熊本放送局を訪れたり九州管弦楽団の練習所に無断で入りびたったりするようになった。そうした中で音楽の妙を感得する貴重な体験を積んでいく。中学生時代、番組としてスタートしたばかりの「のど自慢」に出場し、優秀賞をもらったこともある[2]。父親はそうした岩代を勘当するといったが、2,3日してから「お前が心を入れ替えて本格的に勉強するなら犬童球渓の長男の熊本県教育界筆頭の梅沢信一に紹介してやろう」ということになった。17歳で音楽の個人指導を受け始め、ひそかにプロの作曲家を目指すようになった。そうして音楽への自信をつけていく中で、友人たちに「自分は将来作曲家になる」と話すたび、「現実味のない夢物語だな」と笑われたという[3]。
- 1952年、熊本大学教育学部国文科卒業。在学中、16名の楽団を率いて演奏活動を行う。楽団の移動には議員専用のバスを借りたり、会場を借りる費用を安くしてもらう交渉を積極的にするなど努力を積み重ねた結果、多額の収益を得た。その収益でオルガンを購入し、進んで熊本大学に寄贈したので、大学からは一切文句をいわれなかった[4]。卒業後、中学校教諭となる[5]。
- 1953年、作曲家を志して上京。梅沢信一の同級生からの紹介で[6]、東京芸術大学教授の松本民之助、島岡譲に作曲理論を師事。
- 1954年、東京論文コンクール最優秀特別賞を受賞。
- 1958年よりラジオ番組「NHK立体音楽堂」、テレビ番組「歌の広場」などの音楽を担当。以後様々なテレビ番組や東京を中心とした舞台（演劇）などの音楽を数多く担当する。また国民文化祭(文化庁主催)の音楽監督など歴任。長年にわたる民謡関係の番組では、「イワシロ・メロディー」と呼ばれるほどの斬新な発想による編曲を手がけた。テレビ番組「できるかな」の音楽は12年担当。NHK放送基金賞受賞。

このほか、熊本県民歌、「火の国旅情」など、全国の抒情歌も多く手がけ、中国の大連市歌、桂林市歌なども作曲。
- 1960年、中山晋平賞受賞。
- 1963年、カンヌ国際音楽賞受賞。
- 1989年、日本作曲家協会賞受賞。
- 2012年4月22日、肺がんのため神奈川県横浜市の病院で死去[7][8]。81歳没。

## 熊本関連作品 (作曲：作詞は本人でない場合もある）

### 高校校歌
蘇陽高校、千原台高校、熊本北高校、苓明高校、翔陽高校、南稜高校、阿蘇清峰高校、国府高校（旧熊本女子商業高校）、慶誠高校（旧熊本女子高校）、文徳高校、熊本西高校応援歌、熊本女子商業創立記念歌

### 中学校
蘇陽中学校、菊池北中学校、出水南中学校、清水中学校、長嶺中学校、大津北中学校、新和中学校、楠中学校、東町中学校、井芹中学校、桜木中学校、文徳中学校、三角中学校

### 小学校
産山北部小学校、久木野小学校、長嶺小学校、青海小学校、東小天小学校、南ヶ丘小学校、三角小学校、境南小学校(東京都)、中松小学校百周年祝歌

### 大学その他
県立職能短期大学校歌、東海大学学園歌 『かもめの季節』、東海大学学園歌『阿蘇に生きる』、熊本リハビリテーション学園歌 『明日への歓喜』、菊池少年自然の家の歌 『友情のうた』、熊本市保育園連盟の歌『光を浴びて』、RKK学苑歌、ライオンズクラブ記念歌　『清正公賛歌』、南阿蘇鉄道の歌、日本赤十字健康センターの歌、熊本日産モーター社歌、富田薬品社歌　『明日の花』『九州の大地に』、桜の丘特別養護老人ホームの歌 『桜の丘』、本渡市看護専門学校校歌、崇城大学・逍遥歌『鐘は鳴る』、身障者福祉連合会企画曲 『君は笑顔がよく似合う』、東京都市大学グループ学園歌『夢に翼を』

### 県・市・町村の歌
熊本県民歌『火の国旅情』、熊本県姉妹都市・桂林市歌『さよならは言わずにいこう』『不要説再見』、氷川町村連合歌『氷川のながれ』、宇土市民歌、蘇陽町の歌、三角町の歌、山江村の歌、玉名市民歌、植木農協の歌、合志町の歌、一の宮文化協会の歌、管弦楽組曲『火の国の物語』、弦楽四重奏曲『五木のファンタジー』『火の国旅情によるプレリュード　アンドディベルトメント』　合唱曲『正月どんのこらした』『よへほ』『マウント・アソ』「山江村讃歌」その他

### 抒情歌
「夕陽よ恋よ故郷よ」
「神風連悲歌」
「城下町下通り」
「水前寺の朝」
「ああ熊本城」
「天草の星が泣いている」「ユキコの灯」(仲宗根美樹)
「しゃかほい峠」(三船浩)

### 民謡
阿蘇南郷節、大阿蘇風鎮太鼓、天草の綱引歌、大津恋歌、肥後米音頭、山鹿音頭、三角港町音頭、阿蘇杖立節、阿蘇の馬子唄、荒尾音頭、球磨川舟歌、槍は千本槍、火の国まつり歌、その他数十曲

## 父親の助言
日本文学と漢学が専門で、謡曲をうなるのがせいぜいの父親は浩一が音楽を志した時に助言した。「良師を得て、正しい勉強法で、ひたすら継続できれば、日本にこの人ありとまではいける」　浩一はこの言葉を息子に伝えた。

## 作品の数と珍しい発表の仕方
2005年の「わたしの履歴」によると、プロの作曲家としての作品数、とりわけ商業音楽の創作は6千曲以上にのぼる、とある。また、岩代はその著書の中で、「自分は盗作とまったく反対のことをした。つまり、いかにも伝承民謡らしく発表することによって、本当は自分の作品であるのにわざと作曲者名を伏せた。10年以上も自作であることを隠していましたから、著作権料を一切貰えなかった。」と述べている。そうした作品は10編にものぼったという。

## 家族
浩一の兄弟は7名いて、浩一は長男、うち、5名が音楽の道に進んでいる。

## 著書
- 岩代浩一『ドンカッチョのうた　「バンカラ太平記』 人間の科学社　1998 ISBN 4-8226-0169-2
- 岩代浩一　『Iwashiro Museum of Music』, 2005, 「Profile」「わたしの履歴」「わたしを語る」岩代浩一・熊本関連作曲作品リスト、岩代音楽事務所
- 岩代浩一  『遊蕩生（ゆうとうせい）と楽怠生（らくだいせい）の国語教室』1981, S & H Planning。
- 岩代浩一　『唄は道づれ世は情け』1991,　三光社。音楽の専門家のエッセイ。内容はカラオケ説法(1-4) 校歌の作曲　(1-3) 盗作法　(1-2) 演歌の歳月(1-16)など興味尽きない。
- 岩代浩一　『残照｜岩代吉親の追想』1988
- 岩代浩一　「遺稿　世の様は鼎（かなえ）の足に似たるかな」2013年12月　総合文化誌　季刊　Kumamoto 第５号　pp172-175　NPO法人　くまもと文化振興会

## 音楽担当テレビ番組・舞台など
- できるかな
- 若い民謡
- ビッグショー
- NHKスペシャル
- 宮本武蔵
- 眠狂四郎円月殺法・眠狂四郎無頼控
- 赤ひげ
- お手々つないで